# Algerischer Fußball-Supercup
Der Algerische Fußball-Supercup ist ein algerischer Fußballwettbewerb, in dem zu Beginn einer Saison der algerische Meister und Pokalsieger der abgelaufenen Saison in einem einzigen Spiel aufeinandertreffen.

## Die Endspiele im Überblick
| Jahr      | Sieger           | Ergebnis         | Finalist         |
| --------- | ---------------- | ---------------- | ---------------- |
| 1981      | RC Kouba         | 3:1              | USM Algier       |
| 1982–1991 | keine Austragung | keine Austragung | keine Austragung |
| 1992      | JS Kabylie       | 2:2 4:2 i. E.    | MC Oran          |
| 1993      | keine Austragung | keine Austragung | keine Austragung |
| 1994      | US Chaouia       | 1:0              | JS Kabylie       |
| 1995      | CR Belouizdad    | 1:0              | JS Kabylie       |
| 1996–2005 | keine Austragung | keine Austragung | keine Austragung |
| 2006      | MC Alger         | 2:1              | JS Kabylie       |
| 2007      | MC Alger         | 4:0              | ES Sétif         |
| 2008–2012 | keine Austragung | keine Austragung | keine Austragung |
| 2013      | USM Algier       | 2:0              | ES Sétif         |
| 2014      | MC Alger         | 1:0              | USM Algier       |
| 2015      | ES Sétif         | 1:0              | MO Béjaïa        |
| 2016      | USM Algier       | 2:0              | MC Alger         |
| 2017      | ES Sétif         | 0:0 4:2 i. E.    | CR Belouizdad    |
| 2018      | USM Bel-Abbès    | 1:0              | CS Constantine   |
| 2019      | keine Austragung | keine Austragung | keine Austragung |
| 2020      | CR Belouizdad    | 2:1              | USM Algier       |

### Rangliste der Sieger
| Rang | Verein        | Titel | Jahr(e)          | FT |
| ---- | ------------- | ----- | ---------------- | -- |
| 1    | MC Alger      | 3     | 2006, 2007, 2014 | 1  |
| 2    | USM Algier    | 2     | 2013, 2016       | 3  |
| 3    | CR Belouizdad | 2     | 1995, 2020       | 1  |
| 4    | ES Sétif      | 2     | 2015, 2017       | /  |
| 5    | JS Kabylie    | 1     | 1992             | 3  |
| 6    | RC Kouba      | 1     | 1981             | /  |
| 6    | US Chaouia    | 1     | 1994             | /  |
| 6    | USM Bel-Abbès | 1     | 2018             | /  |